# Antonio Ruiz Ruiz
Antonio Ruiz Ruiz (Palma del Río, 1932 - Gavà, 2015) fou un militant del Partit Comunista d'Espanya, activista polític, sindical, veïnal i destacat lluitador antifranquista. Va ser regidor de l'Ajuntament de l'Hospitalet del 1979 al 1983 pel PSUC.

## Biografia
Va créixer amb tres germanes i una neboda. Treballà al camp on va prendre consciència de classe. Es va casar amb Rosa Palomero Angulo amb qui tindrà quatre filles i un fill.
Va ingressar al PCE l'any 1959 al seu poble on l'organització clandestina era força nombrosa. L'any 1970 va ser el responsable polític local, quan l'organització comptava amb uns 300 militants, i en aquelles dates fou detingut per la Guàrdia Civil. S'encarregava del prepartiment de la publicació clandestina Mundo Obrero i de les col·lectes per als familiars dels detinguts. Participà en l'organització de vagues al camp i entre els treballadors de la construcció. Va ser detingut i torturat per la Brigada Político-social amb motiu d'una col·lecta per un company. Le'mpresa on treballava, Regisa, es va aturar durant el procés de Burgos.
L'any 1971 va marxar a França davant la persecució de la policia franquista i retornà a Espanya, instal·lant-se al barri de Bellvitge de l'Hospitalet de Llobregat. Aviat va contactar amb militants comunistes del PSUC de l'Hospitalet com Ignasi Fina, Pantaleón, Felipe Cruz, Pura Fernández... i reprengué l'activisme polític a la clandestinitat.

## Sindicalisme
Amb en Jaume Valls i Piulats i en Pedro Olmo van crear una cèl·lula de la construcció a l'Hospitalet de Llobregat per reforçar el PSUC i CCOO. En poc temps van aconseguir a tenir una vintena de militants i començaren a canviar d'obres per potenciar la campanya de proselitisme polític i sindical. L'Antonio Ruiz es va presentar a les eleccions sindicals, en el marc e l'estratègia sindical de CCOO d'infiltració del sindicat vertical del règim franquista. Va resultar elegit president de la UTT de la construcció, vidre, ceràmica i fusta de l'Hospitalet
Va ser membre del comitè de negociació durant la vaga de la construcció de 1973-74, que a l'Hospitalet va tenir un ampli seguiment i les concentracions es feien a la plaça de la Llibertat, barri de La Florida. El darrer dia de la negociació es van reunir unes 5000 persones i s'inicià una marxa cap a Barcelona. La policia va realitzar càrregues contra els manifestants i l'Antonio va quedar ferit. Com a mesura de pressió es van tancar als sindicats i les esglésies, com la tancada a l'església de Cornellà. A la matinada següent es va aconseguir un conveni molt favorable.
Va formar part de la Taula Democràtica de Bellvitge com a representant de CCOO. Participà activament en la construcció del projecte comunitari de la Casa de Reconcilación de Can Serra on se li va fer un homenatge pòstum el 27 de novembre de 2015.
Regidor de l'Ajuntament de l'Hospitalet a les eleccions municipals de 1979 per la candidatura del PSUC que va obtenir 11 regidors i formar part d'un govern d'unitat amb els 12 representants del PSC-PSOE.